# Коростелевка
Коростелевка (укр. Коростелівка) — село на Украине, основано в 1613 году, находится в Черняховском районе Житомирской области.
Код КОАТУУ — 1825681603. Население по переписи 2001 года составляет 106 человек. Почтовый индекс — 12314. Телефонный код — 4134. Занимает площадь 0,478 км².

## Адрес местного совета
12314, Житомирская область, Черняховский р-н, с. Выдыбор, ул. Ленина, 17а